# ムーちゃんのまえばしSow業ラジオ
『ムーちゃんのまえばしSow業ラジオ』（ムーちゃんのまえばしそうぎょうラジオ）は、2018年2月からまえばしCITYエフエム（M.wave）にて放送されているラジオ番組。パーソナリティーは青柳美保。

## 概要
前橋の起業家、経済人をゲストに迎え、前橋の経済を応援する情報ラジオ番組で、生放送。その他、前橋のイベント紹介、前橋市創業センターの情報などで構成されている。番組名の「ム－ちゃん」は青柳の愛称であり、冠番組である。"Sow"とは英語で種を蒔くといった意味があり、商売のタネ、成長のタネを見つけるというコンセプトとなっている。
放送当初は収録番組で、収録はパーソナリティーの青柳が経営する創業カフェ・ムーちゃんで行われていたが、2018年10月2日放送の第35回放送分より生放送となった。

## 放送時間
金曜15:00 - 15:54（再放送 翌週火曜21:00 - 21:54）

## 備考
- 第1回放送は2018年2月6日。当初の番組名はムーちゃんのまえばし創業カフェラジオ

- 2018年6月5日放送の第18回放送分より5分延長され20分番組となった。

- 2018年10月2日放送の第35回放送分より10分延長され30分番組となった。

- 2019年8月6日放送の第79回放送分より5分延長され35分番組となった。

- 2020年4月10日放送の第114回放送分より番組名が『ムーちゃんのまえばしSow業ラジオ』に変更され、放送時間が19分延長され54分番組となった。

## ネット局
- ListenRadioとSimulRadioにて全国どこからでも聴くことができる。